# Слідство ведуть Колобки (мультфільм, 1987)
«Слідство ведуть Колобки» (рос. «Следствие ведут Колобки») — радянський мальований мультиплікаційний фільм студії «Екран», створений режисерами Олександром Татарським та Ігорем Ковальовим. Складається з двох частин. Перша частина була випущена в 1986 році, а друга частина — в 1987 році. Назва мультфільму пародіює назву популярного радянського детективного серіалу «Слідство ведуть ЗнаТоКи».
Надалі персонажі цього мультфільму брати Пілоти Шеф і Колега активно використовуються студією «Пілот», зокрема, в проєкті «Горище Фруттіс» і «Академія Власних Помилок».

## Сюжет
Іноземний контрабандист Карбофос, який приїхав в місто Енськ під виглядом туриста, викрадає із зоопарку рідкісного смугастого слона по кличці Балдахін. Сам слон колись належав Карбофос, проте втік від нього, не витримавши побоїв та знущань. За справу беруться знамениті брати-сищики Колобки, Шеф і Колега. Сам Карбофос намагається вивезти Балдахіна за кордон і обманним шляхом бере довідку в сувенірному магазині про те, що фарфоровий слон належить йому (отримавши довідку за фарфорового слона, Карбофос саму статуетку розбив на місці). Однак на аеродромі, звідки хоче полетіти Карбофос зі слоном, з'являються Колобки. Карбофос хоче заштовхати слона в літак і б'є його палицею. В цей час сищики переманюють Балдахіна його улюбленим риб'ячим жиром і сурмлять на трубі, чому слон йде до братів, скидаючи з себе колишнього господаря. Але Карбофос також намагається переманити слона музикою на флейті, чому слон втрачає волю і повертається. Карбофос починає запихати Балдахіна в літак. Тут Шеф стріляє присоскою зі свого револьвера в табуретку на спині Карбофоса і починає тягнути на себе, але лиходій відрізає табуретку ножицями, і Шефа далеко відкидає. З невідомої причини слуга Карбофоса переходить на сторону сищиків, обстрілюючи свого господаря повітряними кульками з кулемета. Лиходій відлітає, а Брати Колобки разом зі слугою і слоном йдуть по місту.

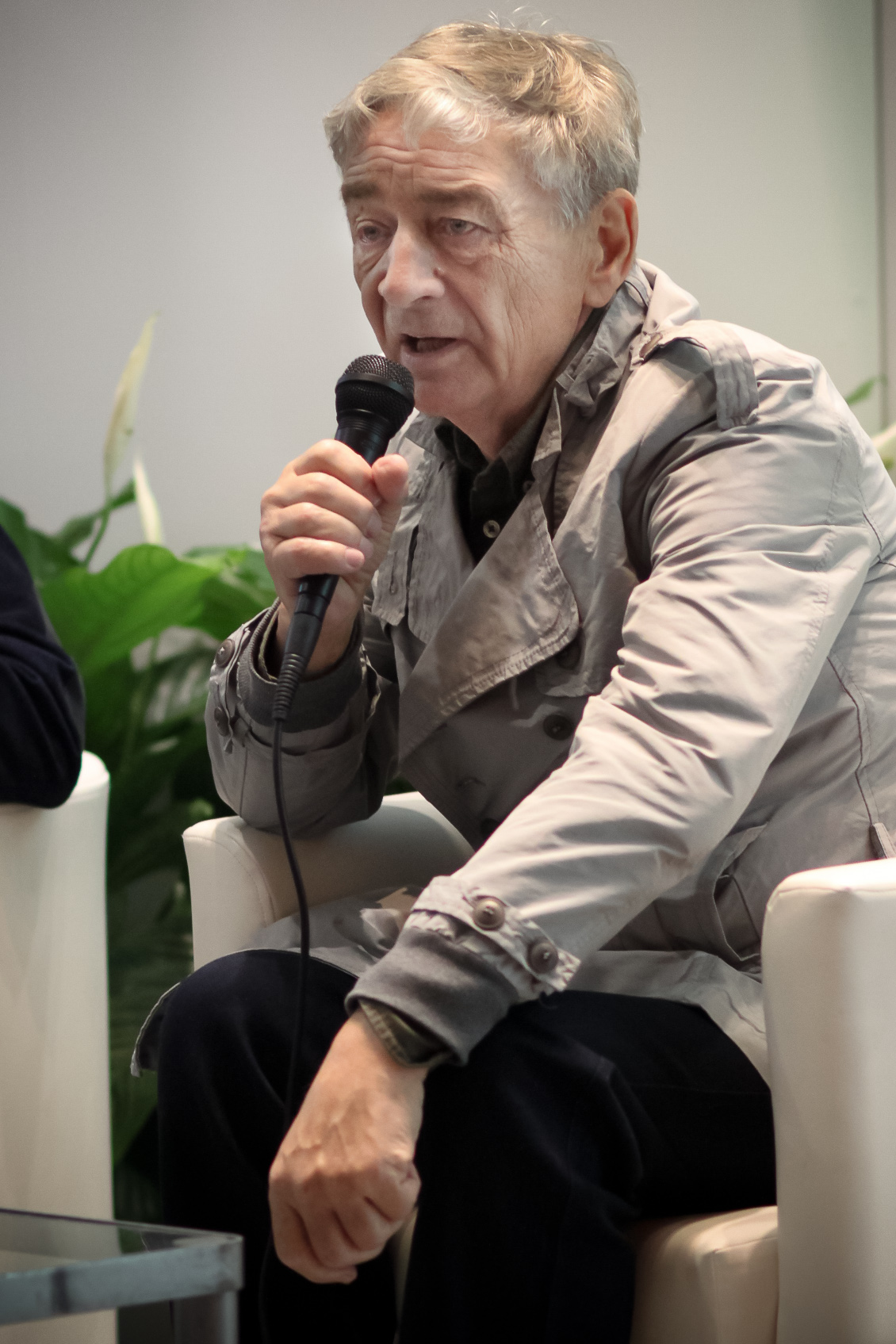
Едуард Успенський, творець Братів Колобків (що пізніше стали Братами Пілотами)

## Над фільмом працювали

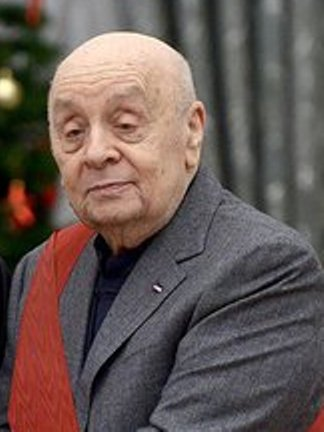
Леонід Бронєвой, голос Шефа в 1 та 2 серіях мультфільму «Слідство ведуть Колобки»

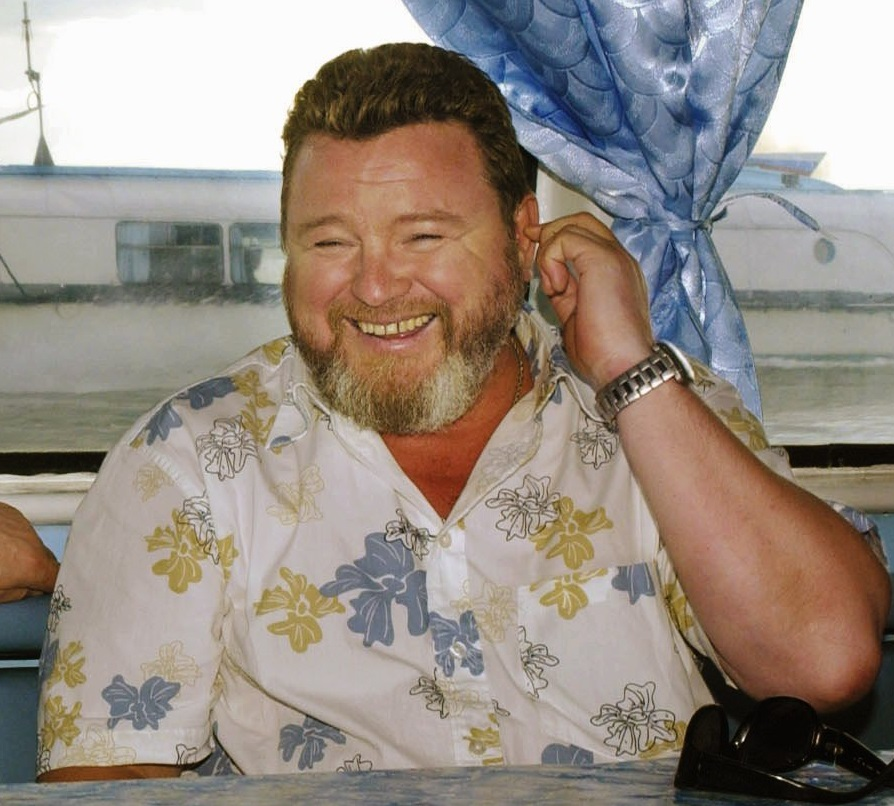
Михайло Євдокимов, голос Шефа у 3 та 4 серіях мультфільму «Слідство ведуть Колобки» та в циклі мультфільмів «З особистого життя Братів Пілотів»

- Автори сценарію: — Едуард Успенський
- Режисери-постановники — Олександр Татарський, Ігор Ковальов
- Художники-постановники — Ольга Охрімець
- Оператори — Йосип Голомб[ru]
- Композитори — Юрій Чернавський
- Звукооператори — Олег Соломонов
- Художники-мультиплікатори — Владлен Барбе, Андрій Свіслоцький, Сергій Шрамківський, Валерій Токмаков, Ірина Гундарева, Євген Делюсін, Алла Юрковська, Владлен Барбе, Андрій Свіслоцький, Дмитро Наумов[ru], Сергій Шрамківський, Валерій Токмаков, Ірина Гундирева, Євген Делюсін, Алла Юрковська
- Художники — Наталія Грачова, Юлія Лебедєва, Валентин Телегін, Ганна Юшкіна, Наталія Грачова, Юлія Лебедєва, Максим Радаєв[ru], Валентин Телегін, Ганна Юшкіна
- Асистенти — Ірина Дорошенко, Євген Єгоричева, Л. Кальян
- Монтажери — Любов Георгієва[ru]
- Редактори — Аліса Феодоріді, Валерія Медведовська
- Директори картини — Ігор Гелашвілі

### Ролі озвучували:
- Леонід Бронєвой — Шеф (1-2 серії)
- Михайло Євдокимов — Шеф (3-4 серії)
- Олексій Птицин — Колега
- Станіслав Федосов — всі інші персонажі, включаючи Карбофоса, його слугу і слона
- Анна Шатилова — диктор

## Нагороди
- Приз «Золотий Кукер» на МКФ у Варні, 1987. [2]

## Видання на відео
В кінці 1980-х і початку 1990-х мультфільм був випущений на відеокасетах відеокомпанією «Електроніка Відео». В середині 1990-х років мультфільм був випущений в VHS-збірнику «Кращі радянські мультфільми» Studio PRO Video.
У 2000 році компанія «Майстер тейп» і «Союз Відео» за підтримки «Держтелерадіофонда» випустила ліцензійні VHS-копії (з майстер-касети Betacam SP) з повним циклом мультфільмів про Колобка.
З 2002 року мультфільм випускався на DVD в збірнику мультфільмів Олександра Татарського «Падав торішній сніг» зі звуком Dolby Digital.

## Версія англійською мовою
9 серпня 2018 року на YouTube-каналі «Советское телевидение. ГОСТЕЛЕРАДИОФОНД России» була викладена версія мультфільму «Слідство ведуть Колобки» англійською мовою.